# USS Mullany (DD-528)
USS Mullany (DD-528) là một tàu khu trục lớp Fletcher được Hải quân Hoa Kỳ chế tạo trong Chiến tranh Thế giới thứ hai. Nó là chiếc tàu chiến thứ hai của Hải quân Mỹ được đặt theo tên Chuẩn đô đốc James Robert Madison Mullany (1818-1887), người tham gia cuộc chiến tranh Mexico-Hoa Kỳ và cuộc Nội chiến Hoa Kỳ. Nó được cho xuất biên chế không lâu sau khi Thế Chiến II kết thúc, tái biên chế trở lại năm 1951 và tiếp tục hoạt động trong Chiến tranh Lạnh và Chiến tranh Việt Nam, cho đến khi ngừng hoạt động năm 1971. Nó được chuyển cho Đài Loan cùng năm này, và hoạt động cùng Hải quân Đài Loan như là chiếc ROCS Ching Yang (DD-9/DDG-909), cho đến khi ngừng hoạt động năm 1999 và bị đánh chìm như một dãi san hô nhân tạo năm 2001. Mullany được tặng thưởng bảy Ngôi sao Chiến trận do thành tích phục vụ trong Thế Chiến II.

## Thiết kế và chế tạo
Mullany nguyên được đặt tên là Beatty (DD-528), nhưng được đổi tên vào ngày 28 tháng 5 năm 1941. Nó được đặt lườn tại xưởng tàu của hãng Bethlehem Shipbuilding Corporation, ở San Francisco, California vào ngày 15 tháng 1 năm 1942; được hạ thủy vào ngày 10 tháng 10 năm 1942; được đỡ đầu bởi bà Elton W. Grenfell; và nhập biên chế vào ngày 23 tháng 4 năm 1943 dưới quyền chỉ huy của Hạm trưởng, Trung tá Hải quân Baron J. Mullaney.

## Lịch sử hoạt động

### 1943 - 1944
Sau khi chạy thử máy và huấn luyện ngoài khơi San Diego, California và làm nhiệm vụ hộ tống tại khu vực quần đảo Aleut, Mullany gia nhập Đệ Thất hạm đội tại khu vực Tây Nam Thái Bình Dương vào tháng 12 năm 1943. Từ ngày 2 đến ngày 4 tháng 3 năm 1944, nó bảo vệ cho các tàu quét mìn rà quét các lối tiếp cận Seeadler Harbor thuộc quần đảo Admiralty trước khi diễn ra cuộc đổ bộ lên Los Negros, hòn đảo hình thành nên mặt Đông Bắc của cảng này. Thu hút hỏa lực của phía Nhật Bản, chiếc tàu khu trục đã vô hiệu hóa hệ thống phòng thủ cảng đối phương bằng hải pháo 5 inch, cho phép các tàu quét mìn hoàn tất nhiệm vụ quan trọng của chúng. Trong hai ngày tiếp theo, nó tiếp tục bắn pháo hỗ trợ cho lực lượng Hoa Kỳ đổ bộ và chiến đấu trên bờ.
Hộ tống cho chiếc USS Wasatch (AGC-9), soái hạm của Đệ Thất hạm đội trong Trận Leyte, Mullany đã giúp đẩy lùi chín đợt không kích của đối phương từ ngày 20 đến ngày 29 tháng 10, trước khi nó lên đường quay trở về San Francisco để đại tu.

### 1945
Sau khi được huấn luyện gần Hawaii trong tháng 1 năm 1945, Mullany gia nhập Lực lượng Đặc nhiệm 54 để tham gia Trận Iwo Jima, nơi nó hộ tống cho các tàu vận chuyển. Sau khi tham gia bắn pháo chuẩn bị, nó hỗ trợ cho cuộc đổ bộ và cung cấp hỏa lực theo yêu cầu của trận chiến trên bờ, đặc biệt là các công sự phòng thủ vững chắc đối phương trên đỉnh Suribachi vào ngày 19 tháng 2.
Trong chiến dịch đổ bộ lên Okinawa, Mullany thoạt tiên làm nhiệm vụ canh phòng chống tàu ngầm. Vào ngày 6 tháng 4, nó nổ súng vào một máy bay tấn công cảm tử Kamikaze Nhật Bản lúc 17 giờ 45 phút. Chiếc máy bay bị bắn cháy sau nhiều phát trúng đích, nhưng nó vẫn xoay xở giữ vững đường bay. Trung tá Hạm trưởng Albert O. Momm ra lệnh bẻ lái để né tránh, nhưng không thể ngăn máy bay đối phương đâm vào phần sau con tàu. Trong khi đội kiểm soát hư hỏng di tản những người bị thương, các quả mìn sâu trên tàu bị kích nổ. Trong 20 phút tiếp theo, thêm ba máy bay đối phương tìm cách tấn công con tàu bị thương; các khẩu pháo phía trước mũi của Mullany đã bắn rơi hai chiếc và đánh đuổi chiếc thứ ba.
Một giờ sau, do nhiệt độ vách ngăn hầm đạn nóng đến mức nguy cơ nổ hầm đạn trở nên hiển nhiên, Trung tá Momm ra lệnh bỏ tàu lúc 18 giờ 29 phút. Tàu quét mìn USS Gherardi (DMS-30) đã túc trực để cứu vớt những người sống sót trong khi các đội cứu hộ và trợ giúp của nó tiếp tục phun nước lên Mullany. Tàu quét mìn USS Execute  (AM-232) đã vớt 70 thành viên của Mullany từ dưới nước, rồi cặp bên mạn để giúp chiến đấu dập lửa. Trong vòng vài giờ, tàu khu trục USS Purdy (DD-734) cũng tiếp cận để giúp dập tắt đám cháy. Do nguy cơ nổ hầm đạn được ngăn ngừa nhờ làm ngập hầm đạn bằng nước và nhiên liệu, Trung tá Momm đưa một đội thủy thủ nòng cốt trở lại tàu lúc 23 giờ 00; và sau khi đám cháy được dập tắt, Execute tìm cách kéo con tàu bằng thiết bị quét mìn. Thoạt tiên Mullany được kéo ở tốc độ chậm, nhưng cáp bị đứt khi họ tìm cách tăng tốc độ, nên phải hủy bỏ. Thủy thủ của Mullany thành công trong việc đốt được một nồi hơi, và con tàu di chuyển với một trục chân vịt quay trờ về Trân Châu Cảng rồi đi San Francisco, đến nơi vào ngày 29 tháng 5. Con tàu được cứu nhờ những nỗ lực anh dũng và kiên trì, nhưng 21 thành viên thủy thủ đoàn của Mullany đã tử trận, chín người mất tích và 36 người khác bị thương.
Hoàn tất việc sửa chữa, Mullany lại ra khơi vào ngày 25 tháng 9, băng qua kênh đào Panama và phục vụ cùng Hạm đội Đại Tây Dương cho đến khi nó được cho xuất biên chế vào ngày 14 tháng 2 năm 1946; được đưa về Hạm đội Dự bị Đại Tây Dương tại Charleston, South Carolina.

### 1951 - 1971
Mullany được cho nhập biên chế trở lại vào ngày 8 tháng 3 năm 1951 và gia nhập trở lại Hạm đội Đại Tây Dương. Cho đến tháng 1 năm 1954, nó đã trải qua ba lượt điều động sang Địa Trung Hải để phục vụ trong các sứ mạng gìn giữ hoà bình cùng Đệ Lục hạm đội.
Cùng với Hải đội Khu trục 18, Mullany rời Newport, Rhode Island vào ngày 1 tháng 12 năm 1954 để đi San Diego, nơi đơn vị được đổi tên thành Hải đội Khu trục 21 để phục vụ cùng Hạm đội Thái Bình Dương. Trong mười năm tiếp theo, nó đã được điều động tám lượt phục vụ tại khu vực Tây Thái Bình Dương cùng Đệ Thất hạm đội, tham gia các hoạt động tuần tra và huấn luyện nhằm đảm bảo tự do tại Châu Á.
Mullany tham chiến trở lại trong chuyến đi thứ chín đến Châu Á, khi nó hộ tống cho tàu sân bay USS Independence (CVA-62) trong các hoạt động không kích ngoài khơi Việt Nam vào năm 1965, cũng như phục vụ như tàu bảo vệ cảng tại Đà Nẵng. Vào ngày 6 tháng 7, các khẩu pháo 5-inch của nó khai hỏa trở lại lần đầu tiên sau Trận Okinawa, lần này là nhằm hỗ trợ cho Trung đoàn 7 Thủy quân Lục chiến đổ bộ tại Quy Nhơn. Cũng trong lượt phục vụ này, nó lần đầu chạm trán với một tàu tình báo Xô Viết, biệt danh "Ivan" do thủy thủ của Mullany đặt, ngụy trang như một tàu đánh cá. Nó đã theo dõi "Ivan" trong nhiều ngày, thu thập những thông tin tình báo quan trọng trước khi bàn giao nhiệm vụ cho một tàu kéo hạm đội.
Trong năm tiếp theo, Mullany quay trở lại vùng biển Việt Nam làm nhiệm vụ truy lùng tàu bè vận chuyển tiếp tế đối phương. Từ ngày 20 đến ngày 30 tháng 11 năm 1966, nó đánh chìm 28 tàu đối phương và gây hư hại 26 tàu khác bằng hải pháo. Sau đó nó hộ tống cho tàu sân bay USS Ticonderoga (CVA-14) cho đến khi lên đường quay trở về San Diego vào tháng 3 năm 1967. Sau khi được đại tu tại Xưởng hải quân Long Beach, con tàu trải qua thời gian còn lại của năm huấn luyện ôn tập và hoạt động tại chỗ ngoài khơi bờ biển California.
Vào tháng 2 năm 1968, Mullany lại được bố trí sang khu vực Tây Thái Bình Dương; nó rời vùng biển Việt Nam lần cuối cùng vào ngày 9 tháng 7, sau khi hoạt động liên tục 137 ngày ngoài biển và di chuyển hơn 46.000 nmi (85.000 km). Sau khi ghé qua Auckland, New Zealand, nó quay trở về San Diego vào tháng 9.
Đặt căn cứ tại Long Beach, Mullany trải qua hai năm tiếp theo hoạt động dọc theo vùng bờ Tây trong vai trò tàu huấn luyện quân nhân dự bị. Đến năm 1971, nó là chiếc tàu khu trục cũ nhất còn trong biên chế Hải quân Hoa Kỳ. Nó được cho xuất biên chế và rút khỏi danh sách Đăng bạ Hải quân vào ngày 6 tháng 10 năm 1971, rồi được bán cho Trung Hoa dân quốc với giá 150.000 Đô la Mỹ, cộng thêm 3.000 Đô la "phí hành chánh".

## ROCSChin-yang(DD-9/DDG-909)
Nhập biên chế cùng Hải quân Trung Hoa dân quốc vào ngày 6 tháng 10 năm 1971, con tàu được đổi tên thành Chin-yang（慶陽）.
Vào ngày 2 tháng 4 năm 1975 lúc 10 giờ 10 phút, Chin-yang (DDG-909) đã lần đầu tiên phóng thành công một tên lửa đất-đối-không trong lịch sử Hải quân Trung Hoa dân quốc. Nó phục vụ cùng Hải quân Đài Loan trong hai mươi sáu năm, tham gia tuần tra tại eo biển Đài Loan và vùng biển phụ cận, hộ tống vận tải tiếp liệu đến các đảo tiền tiêu cùng nhiều nhiệm vụ khác. Con tàu được cho ngừng hoạt động vào ngày 16 tháng 7 năm 1999 và bị đánh chìm như một dãi san hô nhân tạo vào ngày 1 tháng 11 năm 2001.

## Phần thưởng
Mullany được tặng thưởng bảy Ngôi sao Chiến trận do thành tích phục vụ trong Thế Chiến II.